# Universidad de Santander
La Universidad de Santander (UDES) es una institución universitaria de carácter privado, sujeta a inspección y vigilancia por medio de la Ley 1740 de 2014 y la ley 30 de 1992  del Ministerio de Educación de Colombia. Aprobada por el Estado colombiano a través del ICFES y del Ministerio de Educación Nacional, según personería jurídica 810 de 1996; organizada de acuerdo con las disposiciones de la Ley 30 de 1992. La universidad cuenta con cuatro sedes a nivel nacional, las cuales son; Bogotá, Cúcuta, Valledupar y la sede central que se ubica en Bucaramanga, además de ello, cuenta con una sede internacional en la Ciudad de Panamá.

## Localización Geográfica
Campus Bucaramanga, UDES: 7°6′19.9368″N 73°5′43.7820″O / 7.105538000, -73.095495000

Campus Cúcuta, UDES: 7°54′40.1292″N 72°29′59.8632″O / 7.911147000, -72.499962000

Campus Valledupar, UDES: 10°28′42.4560″N 73°14′43.0728″O / 10.478460000, -73.245298000

En Bogotá cuenta también con oferta de programas de pregrado a través de convenio con otra IES Bogotá, UDES: 4°39′59.1588″N 74°3′22.5648″O / 4.666433000, -74.056268000

Campus Ciudad de Panamá, UDES: 8°58′34.2″N 79°31′43.3″O / 8.976167, -79.528694

## Programas Profesionales
| Facultad                                         | Programas |
| ------------------------------------------------ | --- |
| Ciencias Agropecuarias                           | Medicina Veterinaria |
| Ciencias de la Salud                             | Medicina Enfermería Bacteriología y Laboratorio Clínico Terapia Ocupacional Fisioterapia Fonoaudiología Instrumentación Quirúrgica                                                       |
| Ciencias Económicas, Administrativas y Contables | Administración Financiera Administración de Negocios Internacionales Contaduría Pública                                                                                                  |
| Ciencias Exactas, Físicas y Naturales            | Microbiología Industrial |
| Ciencias Sociales Humanas y de la Educación      | Psicología Licenciatura en Educación Infantil |
| Comunicación, Arte y Diseño                      | Mercadeo y Publicidad Diseño Gráfico |
| Derecho y Ciencias Políticas                     | Derecho |
| Ingenierías                                      | Ingeniería Civil Ingeniería Petroquímica (Nuevo en Colombia) Geología Ingeniería Ambiental Ingeniería Electrónica Ingeniería Industrial Ingeniería de Software Ingeniería Agroindustrial |

## Posgrados
| Diplomados        | Diplomado en Docencia Universitaria |
| Especializaciones | Medicina interna Medicina Familiar Ortopedia y Traumatología Radiología Pediatría UCI pediátrica Administración de la Informática Educativa Construcción de Proyectos Urbanos Ingeniería del Tránsito y Transporte Gerencia de Mercadeo Geotécnia Ambiental Gerencia Pública                                                  |
| Maestrías         | Investigación en enfermedades Infecciosas Derecho para el Urbanismo y el Desarrollo Territorial Sostenible Finanzas Gestión Pública y Gobierno Gestión de Servicios de Salud Gestión de la Tecnología Educativa Sistemas Energéticos Avanzados Gerencia de Empresas Gerencia de Mercadeo Gerencia Financiera Gerencia Pública |

## Programas Tecnológicos
| Tecnología | Gestión Financiera Mercadotécnia y Publicidad Supervisión de Obras Civiles |

## Historia
En 1982 La Universidad de Santander, UDES, inició las actividades académicas como respuesta a la creciente demanda de profesionales y técnicos en las áreas de la salud, la hostelería, el turismo, el diseño textil, el mercadeo y la publicidad.
El 20 de diciembre de 1985, el Ministerio de Educación Nacional le otorga Personería Jurídica como Institución de Educación Superior, reconocimiento que le permite desarrollar programas presenciales y a distancia en las áreas de la administración, la ingeniería y la educación. En 1986 la Institución incursiona en el área de las ciencias de la salud y se convierte en pionera en la enseñanza de programas tecnológicos como Instrumentación Quirúrgica, Radiología y Salud Ocupacional. Su primer rector fue el académico Poncio Suarez Sánchez. La biblioteca de la Universidad lleva su nombre en homenaje a su memoria.
Para la década de 1990 la Universidad se consolida institucionalmente ofreciendo nuevos programas profesionales y posgrados en casi todas las áreas del conocimiento. Con 87 programas académicos entre pre y posgrado, se posiciona como una de las Universidades más prosperas de la región, construye un campus en el sector de Lagos del Cacique, fortalece el área de las telecomunicaciones e informática y crea tres sedes, una en San José de Cúcuta, en Valledupar y en Bogotá, que en la actualidad forman a más de 10 000 colombianos.
Es reconocida oficialmente como Universidad mediante la Resolución No. 6216 del 22 de diciembre de 2005, con Personería Jurídica 810 de 1996; organizada según sus propios estatutos de acuerdo con las disposiciones de la Ley 30 de 1992.
En la actualidad los estudiantes de la UDES disfrutan de un complejo de edificaciones rodeado por un ecosistema verde en el que se realiza un constante esfuerzo por mantener la flora y fauna nativa, trabajo que la ubica en la actualidad, según el ranking del UI Greenmetric 2013 de campus sostenibles, realizado por la Universidad de Indonesia, en la posición 191 del planeta y la 3 en el país (Ranking de Universidades Sostenible).

## Reconocimientos
- Primer lugar en citaciones científica por artículo en América Latina, según el ranking mundial de universidades de la firma británica Quacquarelli Symonds (QS).

- Puesto 15 entre las mejores universidades colombianas en investigación, según el Scimago Institutions Rankings.

- 5 estrellas por su desempeño en el factor de empleabilidad de sus graduados, según el sistema de evaluación internacional QS Stars de la firma británica Quacquarelli Symonds (QS)-

- 5 estrellas en procesos de educación virtual, según el sistema de evaluación internacional QS Stars de la firma británica Quacquarelli Symonds (QS).

- Primera universidad más sostenible del Nororiente colombiano, según el ranking UI GreenMetric World University Ranking.